# Phil Silvers
Phil Silvers (Philip Silver: Brooklyn, 11 de mayo de 1911 - Century City, Los Ángeles, 1 de noviembre de 1985) fue un actor estadounidense.
Su trabajo más conocido es El show de Phil Silvers, una serie de los años 50 cuya acción se desarrollaba en un puesto del Ejército de los Estados Unidos. En ella, el actor interpretaba el personaje del Sargento Bilko. El principal guionista del programa, Nat Hiken, fue el primer guionista y productor de TV, y contribuyó a dar una alta comicidad al mismo.

## Biografía
Era el menor de ocho hermanos. Sus padres eran de origen judío ruso, y su padre trabajó en los primeros rascacielos neoyorquinos. Silvers se inició en el entretenimiento a los 11 años, cantando en teatros cuando el proyector se averiaba (una incidencia común en aquella época). Dos años después dejó la escuela para cantar profesionalmente, antes de actuar en el vodevil.
Posteriormente trabajó en cortos cinematográficos para el estudio Vitaphone, hizo trabajos burlescos, y actuó en Broadway, donde debutó con la obra Yokel Boy. Las críticas le fueron favorables, y se le mencionaba como lo mejor de una obra mediocre. Después escribió la revista teatral High Kickers, y más adelante fue a Hollywood a actuar en el cine. 
Debutó en el cine con Hit Parade of 1941 (1940) (su actuación previa en Strike Up the Band fue eliminada). En las siguientes dos décadas, actuó en papeles de carácter para la Metro-Goldwyn-Mayer, Columbia Pictures, y 20th Century Fox, en filmes como Lady Be Good, Coney Island (Se necesitan maridos), Cover Girl (Las modelos), y Summer Stock. Cuando el sistema de estudios inició su declinar, volvió al teatro.
Silvers escribió la letra para la canción interpretada por Frank Sinatra "Nancy (With the Laughing Face)". Aun así, él no era letrista, y escribió el texto en un rato, mientras se encontraba visitando la casa de Sinatra con el compositor Jimmy Van Heusen. La canción se hizo popular en el año 1944, y fue básica en las actuaciones en directo de Sinatra. 
Silvers se marcó un gran triunfo con Top Banana, una obra de Broadway de 1952. Silvers interpretaba a Jerry Biffle, la egocéntrica estrella televisiva siempre ocupada. (El personaje estaría basado en Milton Berle). Silvers dominaba la representación, y ganó un Tony por su actuación. Repitió el papel en la versión filmada de 1954, originalmente estrenada en 3-D.
Silvers se hizo un nombre familiar en 1955 cuando interpretó al Sargento Ernest G. Bilko en El Show de Phil Silvers, una comedia militar que se convirtió en un gran éxito televisivo. La mayoría de los episodios de la serie fueron filmados en Nueva York. Su rodaje cesó en 1959, debido a los altos costos de producción (el programa tenía un gran reparto). 
En los años sesenta actuó en el cine en títulos tales como It's a Mad, Mad, Mad, Mad World (El mundo está loco, loco, loco) y 40 Pounds of Trouble (Soltero en apuros). Además, fue elegido para trabajar en la última película de Marilyn Monroe, la inacabada Something's Got to Give. En 1967 actuó como invitado en Follow That Camel, uno de los títulos de la célebre serie británica de bajo presupuesto Carry On, interpretando a un miembro de la Legión Extranjera, que en realidad era una variación de su "Sargento Bilko". El productor Peter Rogers lo contrató para asegurar el éxito de Carry On en los Estados Unidos. Su salario fue de 30.000 libras esterlinas, el mayor pagado nunca en una película de la franquicia, sólo posteriormente alcanzado por la actuación de Elke Sommer en Carry On Behind. La presencia de Silvers no aseguró el éxito de la película al otro lado del Atlántico. 
A Silvers le ofrecieron el papel principal del esclavo romano Pseudolus en la comedia musical de Broadway A Funny Thing Happened on the Way to the Forum (Golfus de Roma). Silvers declinó la oferta, y el papel fue para Zero Mostel, quien tuvo tanto éxito con el mismo, que lo repitió en la versión filmada de 1966. Silvers se dio cuenta de su error, y aceptó actuar en la película con un papel secundario, el del mercader Marcus Lycus. Cuando el actor-productor Larry Blyden montó una reposición de la obra en Broadway en 1972, quiso que Phil Silvers interpretara el papel principal. En esta ocasión Silvers aceptó, y la obra fue un gran éxito.
También actuó como invitado en The Beverly Hillbillies y en diversos programas televisivos de variedades, tales como El Show de Carol Burnett, Rowan & Martin's Laugh-In, y El Show de Dean Martin. Quizás la más memorable de las actuaciones de Silvers como invitado fue en el papel del productor de Hollywood Harold Hecuba en un episodio (titulado "The Producer") de La Isla de Gilligan. 
Silvers estuvo muy enfermo en sus últimos años, y a pesar de ello siguió trabajando en el cine y en la televisión en los inicios de los años ochenta, incluyendo un cameo en Happy Days, como el padre de "Jenny Piccolo" (interpretada por su hija en la vida real, Cathy Silvers). Esto fue emocionante para Silvers, quien era un padre devoto, aunque ausente. 
Phil Silvers estuvo casado con Jo-Carroll Dennison de 1945 a 1950, año en que se divorciaron, y con Evelyn Patrick, de 1956 a 1966. Este último matrimonio también acabó en divorcio. Tuvo cinco hijas: Tracey, Nancey, Catherine, Candace, y Laury. Tracey y Nancey son guionistas, Catherine es actriz, Candace es preparadora personal, y Laury profesora.
Un delicado Silvers, entrevistado antes de su muerte, reveló uno de sus secretos: 

Soy un comediante impaciente. Y siento que la audiencia es impaciente conmigo.

Falleció a los 74 años de edad en 1985 a causa de un infarto agudo de miocardio que le sobrevino mientras dormía.

## Trabajo teatral
- 1939 Yokel Boy
- 1947 High Button Shoes
- 1951 Top Banana
- 1960 Do Re Mi
- 1971 How The Other Half Loves
- 1972 A Funny Thing Happened on the Way to the Forum

## Filmografía
- Ups and Downs (1937) (corto)
- Here's Your Hat (1937) (corto)
- The Candid Kid (1938) (corto)
- Strike Up the Band (1940) (escenas eliminadas)
- Hit Parade of 1941 (1940)
- The Wild Man of Borneo (1941)
- The Penalty (1941)
- Tom, Dick and Harry (1941)
- Ice-Capades (Desfile sobre el hielo) (1941)
- Lady Be Good (1941)
- You're in the Army Now (1941)
- All Through the Night (1942)
- Roxie Hart (1942)
- My Gal Sal (Mi chica favorita) (1942)
- Footlight Serenade (1942)
- Tales of Manhattan (1942) (escenas eliminadas)
- Just Off Broadway (1942)
- Coney Island (Se necesitan maridos) (1943)
- A Lady Takes a Chance (Una chica se divierte) (1943)
- Four Jills in a Jeep (1944)
- Cover Girl (Las modelos) (1944)
- Take It or Leave It (1944)
- Something for the Boys (1944)
- Diamond Horseshoe (1945)
- Don Juan Quilligan (1945)
- The Book of One Thousand and One Nights (Aladino y la lámpara maravillosa) (1945)
- If I'm Lucky (1946)
- Summer Stock (1950)
- Top Banana (1954)
- Lucky Me (1954)
- Something's Got to Give (1962) (inacabada)
- 40 Pounds of Trouble (Soltero en apuros) (1962)
- It's a Mad, Mad, Mad, Mad World (El mundo está loco, loco, loco) (1963)
- A Funny Thing Happened on the Way to the Forum (Golfus de Roma) (1966)
- A Guide for the Married Man (1967)
- Follow That Camel (1967)
- Buona Sera, Mrs. Campbell (1968)
- The Boatniks (Marineros sin brújula) (1970)
- Hollywood Blue (1970) (documental)
- The Strongest Man in the World (1975)
- Won Ton Ton, the Dog Who Saved Hollywood (1976)
- The Chicken Chronicles (1977)
- Hey, Abbott! (1978) (documental)
- The Cheap Detective (1978)
- Racquet (1979)
- The Happy Hooker Goes Hollywood (1980)
- There Goes the Bride (1980)